# Gangs can rig mdzod
| Tibetische Bezeichnung                     |
| ------------------------------------------ |
| Tibetische Schrift: གངས་ཅན་རིག་མཛོད          |
| Wylie-Transliteration: gangs can rig mdzod |
| Chinesische Bezeichnung                    |
| Vereinfacht: 雪域文库                      |
| Pinyin:Xuēyù wénkù                         |

Die Schneeland-Buchreihe (tib. gangs can rig mdzod / auch: Gangscan rigmdzod; tib. གངས་ཅན་རིག་མཛོད།; chin. Xueyu wenku 雪域文库 „Buchserie des Schneelandes“; engl. Snowland Library) ist eine tibetische Buchreihe, die überwiegend im Verlag Bodljongs Bodyig Dpernying Dpeskrunkhang (tib. Bod ljongs bod yig dpe rnying dpe skrun khang; chin. Xizang Zangwen guji chubanshe 西藏藏文古籍出版社; engl. Tibetan Ancient Books Publishing House of Tibet) in Lhasa, Autonomes Gebiet Tibet, Volksrepublik China, erscheint. Es ist eine bedeutende tibetischsprachige Quellensammlung zur Geschichte und Kultur Tibets. Der Verlag ist der im August 1985 gegründeten Tibetischen Akademie der Sozialwissenschaften angeschlossen. Ein weiterer Verlag in dem Bände der Reihe erschienen ist Bodljongs Midmangs Dpeskrunkhang (tib. Bod ljongs mi dmangs dpe skrun khang; chin. Xizang renmin chubanshe 西藏人民出版社; engl. Tibetan People's Publishing House), der sich ebenfalls in Lhasa befindet.
Der erste Band der Reihe, die Geschichte der Familie Lang (tib. rlangs kyi po ti bse ru rgyas pa) von Tai Situ Changchub Gyeltshen (ta'i si tu byang chub rgyal mtshan), erschien 1986.
Die folgende im steten Ausbau begriffene Übersicht erhebt keinen Anspruch auf Aktualität oder Vollständigkeit:

## Bände (Auswahl)
Die folgende Übersicht zu den Bänden enthält idealerweise die tibetischen Titel und Verfasser nach den WP:Namenskonventionen (Tibetisch / Umschrift nach Wylie, mit vorangestellten chinesischen Schreibungen (Pinyin), einen deutschen Titel sowie weitere Angaben zu Herausgeber, Erscheinungsjahr, Verlag, weiterführende Informationen (Weblinks usw.), inklusive Verlinkungen auf bereits vorhandene Wikipedia-Artikel).
| Nr.   | Titel | Verfasser | Hrsg. | Datum, Verlag                                                                                            | Verschiedenes |
| 1     | Langshi jiazu《朗氏家族》 རླངས་ཀྱི་པོ་ཏི་བསེ་རུ་རྒྱས་པ་ rlangs kyi po ti bse ru rgyas pa (Geschichte der Familie Lang) | Da Situ Jiangqu Jianzan 大司徒•绛曲坚赞 Tai Situ Changchub Gyeltshen (ta'i si tu byang chub rgyal mtshan) (1302–1364)                                                                  | Qiabai Cidan Pingcuo 恰白•次旦平措 Chabpel Tsheten Phüntshog (chab-spel tshe-brtan phun-tshogs; 1922–2013) | 1. Aufl. Mai 1986, Bod ljongs mi dmangs dpe skrun khang                                                  | chin. Ausgabe unter dem Titel Langshi jiazu shi 朗氏家族史 (Geschichte der Familie Lang) |
| 2     | Shijing zhushi Miao yin xi hai《诗镜注释妙音戏海》རྒྱན་གྱི་བསྟན་བཅོས་དབྱངས་ཅན་ངག་གི་རོལ་མཚོ་ rgyan gyi bstan bcos dbyangs can ngag gi rol mtsho | Kangzhu Danzeng Quji Nima 康珠•旦增曲吉尼玛 Khamtrül Tendzin Chökyi Nyima (khams-sprul bstan-'dzin chos-kyi nyi-ma)                                                                    | Nuochang Wujian 诺昌•吴坚 Nordrang Orgyen (nor-brang o-rgyan)                                              | 1. Aufl. Dez. 1986, Bod ljongs mi dmangs dpe skrun khang                                                 | ein Kommentar zum alten indischen Spiegel der Dichtkunst (tib. snyan ngag me lon) / Dandins Kavyadarsha vom 4. Khamtrül Tendzin Chökyi Nyima (1730–1779 oder 1780) |
| 3     | Diwu zongjiao yuanliu 《弟吴宗教源流》མཁས་པ་ལྡེའུས་མཛད་པའི་རྒྱ་བོད་ཀྱི་ཆོས་འབྱུང་རྒྱས་པ་ mkhas pa lde'us mdzad pa'i rgya bod kyi chos 'byung rgyas pa (De'u Chöchung) | Diwu Xianzhe 弟吴贤者 De'u Jose (lde'u jo sras) (geb. 11. Jh.). | Nuochang Wujian 诺昌•吴坚 Nordrang Orgyen (nor-brang o-rgyan)                                              | 1. Aufl. Juni 1987                                                                                       | eine Geschichte des Buddhismus in Indien und Tibet |
| 4     | Foli nianjing ji wu ming lüe lun《佛历年鉴及五明略论》བསྟན་རྩིས་གསལ་བའི་ཉིན་བྱེད་ལྷག་བསམ་རབ་དཀར་ bstan rtsis gsal ba'i nyin byed lhag bsam rab dkar | Mangdui Luzhu Jiacuo 忙堆•鲁竹嘉措 Mangthö Ludrub Gyatsho (mang-thos klu-sgrub rgya-mtsho) (1523–1596))                                                                                | Nuochang Wujian 诺昌•吴坚 Nordrang Orgyen (Nor-brang O-rgyan)                                              | 1. Aufl. Febr. 1988                                                                                      | eine Studie der Chronologie des Buddhismus in Indien und Tibet |
| 5     | Niangshi zongjiao yuanliu《娘氏宗教源流》ཆོས་འབྱུང་མེ་ཏོག་སྙིང་པོ་སྦྲང་རྩིའི་བཅུད་ chos 'byung me tog snying po sbrang rtsi'i bcud (Chronik des Nyang Ral Nyima Öser) | Niang Nima Weise 娘•尼玛韦色 Nyang Ral Nyima Öser (nyang ral nyi ma 'od zer; 1124/36—1192/1204)                                                                                        | Nianxu Qinrao Weise 年需•钦绕威色 Nyan shul Mkhyen rab 'od gsal                                            | 1. Aufl. März 1988, Bod ljongs mi dmangs dpe skrun khang; 2nd edition, 465 pp., 2010. ISBN 7-80589-121-4 | eine Geschichte des Buddhismus in Indien und Tibet eines Tertöns aus der Nyingma-Tradition |
| 6     | Galie wenfa shinan 嘎列文法释难 དཀར་ལེབས་སུམ་རྟགས་དཀའ་འགྲེལ་ dkar lebs sum rtags dka' 'grel | Galie Baima Duoji 嘎列•白玛多吉 Karleb Pema Dorje (dKar lebs Drung yig Padma rdo rje) / Qiabai Cidan Pingcuo 恰白次旦平措 Chabpel Tsheten Phüntshog (chab spel tshe brtan phun tshogs) | Machong Mingjiu Duoji 马冲•明久多吉 Ma-grong mi-’gyur rdo-rje                                              | 1. Aufl. 2. Februar 1989, bod ljongs mi dmangs dpe skrun khang                                           | ein Kommentar zur tibetischen Grammatik |
| 7     | Xizang lishi guifa xuanbian 西藏历代法规选编 བོད་ཀྱི་སྔ་རབས་ཁྲིམས་སྲོལ་ཡིག་ཆ་བདམས་བསྒྲིགས་ bod kyi snga rabs khrims srol yig cha bdams bsgrigs | | | 1. Aufl. März 1988, bod ljongs mi dmangs dpe skrun khang                                                 | Sammlung von Texten über die frühen Gesetze und Vorschriften (khrims yig) Tibets, die in verschiedenen historischen Perioden verabschiedet wurden / Dan Martin (1997) |
| 8     | Zhigong fasi 直贡法嗣 འབྲི་གུང་པ་གདན་རབས་གསེར་ཕྲེང Nges don bstan pa'i snying po mgon po 'bri gung pa chen po'i gdan rabs chos kyi byung tshul gser gyi phreng ba (Goldene Girlande der Drigung-Linie) | Zhigong Danzeng Baima Jianzan 直贡•旦增白玛坚赞 Tendzin Pema Gyeltshen (bstan 'dzin padma'i rgyal mtshan), 'Bri gung Che tshang IV (1770–1826)                                         | Qiabai Cidan Pingcuo 恰白•次旦平措 Chabpel Tseten Phuntsog (Chab-spel tshe-brtan phun-tshogs; 1922-)       | 1. Auf. Juli 1989                                                                                        | eine Chronik der Linienhalter der Drigung-Linie, eine Geschichte der Drigungpa und ihrer Äbte |
| 9     | Xizang shiji wubu 西藏史籍五部 བོད་ཀྱི་ལོ་རྒྱུས་དེབ་ཐེར་ཁག་ལྔ་ bod kyi lo rgyus deb ther khag lnga (Ne'u Chöchung u. a.) | Naiwu Banzhida Zhaba Menlang 乃吾班智达˙扎巴门朗，Gatuo Renzeng Ciwang Nubu 嘎托˙仁增次旺奴布 Ne'u Pandita Dragpa Mönlam Lodrö, Kathog Rigdzin Tshewang Norbu u. a.                    | Delun Sangji Qunpei 德伦•桑吉群培，指张                                                                    | 1. Aufl. April 1990, 2. Aufl. Dez. 2005                                                                  | fünf historische Berichte über Tibet *《花鬘》、《心意明镜》、《化幻明镜》、《王朝历史金环》、《政教史》 |
| 10–12 | Gendun Qunpei zhuzuo 根敦群培著作 （3 Bde.）དགེ་འདུན་ཆོས་འཕེལ་གྱི་གསུང་རྩོམ་ dge 'dun chos 'phel gyi gsung rtsom | Gendun Qunpei 根敦群培 dGe 'dun chos 'phel Gendün Chöphel | Huokang Suolang Bianba 霍康•索朗边巴 Hor khang bSod nams dpal 'bar (1919—1994)                             | 1. Aufl. April 1990, 2. Aufl. Dez. 2008                                                                  | Gesammelte Werke von Gendün Chöphel (1903–1951) aus Amdo. Die Schriften befassen sich vor allem mit buddhistischen Lehren und der Geschichte Tibets. |
| 13    | Yi ma lun dian 医马论典 བོད་ཀྱི་རྟའི་གསོ་དཔྱད་གཞུང་ལུགས་བདམས་བསྒྲིགས་ bod kyi rta'i gso dpyad gzhung lugs bdams bsgrigs | Jiebu Senge Qinba 杰布•森格钦巴 u. a. | Machong Mingjiu Duoji 马冲•明久多吉 Ma-grong mi-’gyur rdo-rje                                              | 1. Aufl. August 1990                                                                                     | eine Sammlung tibetischer Texte zur Pferdezucht und Behandlung von Pferdekrankheiten nach tibetischer Tradition |
| 14    | Zangzu gongyi dianji xuanbian 藏族工艺典籍选编 བཟོ་རིག་ཉེར་མཁོ་བདམས་བསྒྲིགས་ bzo rig nyer mkho bdams bsgrigs | Diwu Danzeng Pingcuo 第吴•旦增平措 u. a. | Ciren Banjue 次仁班觉 tshe ring dpal 'byor                                                                 | 1. Aufl. Dez. 1990                                                                                       | Sammlung von Texten zu verschiedenen technologischen Aspekten des tibetischen Kunsthandwerks (śilpaśāstra)* |
| 15    | Jintong Banqin zhuan 普同班钦传 བོ་དོང་པན་ཆེན་གྱི་རྣམ་ཐར་ dpal ldan bla ma dam pa thams cad mkhyen pa phyogs thams cad las rnam par rgyal ba'i zhabs kyi rnam par thar pa ngo mtshar kyi dga' ston | Baidan Jiumei 白旦晋美 'Jigs med 'bangs (15. Jahrhundert) | Machong Mingjiu Duoji 马冲•明久多吉 Ma-grong mi-’gyur rdo-rje                                              | 1. Aufl. Dez. 1990                                                                                       | Biographie von Bodong Panchen Chogle Namgyel (1375–1450) von Amoghasiddhi Jigme Bang |
| 16    | Xizang zhongyao lishi ziliao xuanbian 西藏重要历史资料选编 བོད་ཀྱི་གལ་ཆེའི་ལོ་རྒྱུས་ཡིག་ཆ་བདམས་བསྒྲིགས་ bod kyi gal che’i lo rgyus yig cha bdams bsgrigs | | Machong Mingjiu Duoji 马冲•明久多吉Ma-grong mi-’gyur rdo-rje                                               | 1. Aufl. Feb. 1991                                                                                       | Sammlung wichtiger tibetischer historischer Materialien |
| 17    | Longqin jiaoshi 龙钦教史 ཀློང་ཆེན་ཆོས་འབྱུང་ klong chen chos 'byung (Longchen Chöchung) | Longqin Rejiang 龙钦热江 Klong-chen-pa (od. rGya-ra Klong-chen), Chos 'bung rin po che'i che'i gter mdzod bstanpa gsal bar byedpa'i nyi 'od Longchen Rabjam (1308–1363)                | Puqiong Wangdui 普琼旺堆                                                                                   | 1. Aufl. Aug. 1991                                                                                       | berichtet die über Einführung des Buddhismus aus Indien in Tibet (Tubo) u. a. |
| 18    | Jinmei Lingba jiaoyan ji 晋美岭巴教言集 འཇིགས་མེད་གླིང་པའ་ཨི་གཏམ་ཚོགས་ 'jigs med gling pa' i gtam tshogs | Jinmei Lingba 晋美岭巴 'Jigs-med-gling-pa Jigme Lingpa | Suolang Cidan 索朗次旦                                                                                     | 1. Aufl. Dez. 1991                                                                                       | eine Sammlung von Sprüchen und Ratschlägen von Jigme Lingpa (1729/30–1785), homiletisches Korpus (gtam tshogs) |
| 19    | Zhuba jiaoshi 竹巴教史 འབྲུག་པའི་ཆོས་འབྱུང་ 'Brug pa'i chos 'byung (Drugpa Chöchung) | Zhuba Baima Gabu 竹巴•白玛嘎布 Drugpa Pema Karpo ('Brug chen padma dkar po) (1527–1592)                                                                                                | Danzeng Ciwang 旦增次旺                                                                                    | 1. Aufl. Aug. 1992                                                                                       | Geschichte der Entwicklung des Buddhismus in Indien und Tibet mit Schwerpunkt auf der Kagyü-Schule des tibetischen Buddhismus und insbesondere ihrer Drugpa-Unterschule, enthält biographisches Material aus der Periode der Späteren Verbreitung der Lehre                                         |
| 20–21 | Longduo Awang Luosang quanji 龙朵•阿旺洛桑全集 (2 Bde.) ཀློང་རྡོལ་ངག་དབང་བློ་བཟང་གི་གསུང་འབུམ་ klong rdol ngag dbang blo bzang gi gsung 'bum | Longduo Awang Luosang 龙朵•阿旺洛桑 Klong-rdol bla-ma rin-po che ngag-dbang blo-bzang / Ngag dbang blo bzang, Klong rdol bla ma Longdöl Lama Ngawang Lobsang (1719–1794)               | Machong Mingjiu Duoji 马冲•明久多吉 Ma-grong mi-’gyur rdo-rje                                              | 1. Aufl. Dez. 1991                                                                                       | Gesammelte Werke des tibetischen Enzyklopädisten Longdöl Ngawang Lobsang (1719–1794) |
| 22    | Dalong jiaoshi 达龙教史 སྟག་ལུང་ཆོས་འབྱུང་ stag lung chos 'byung (= Brgyud pa Yid bzhin Nor bu'i Rtogs pa Brjod pa Ngo mtshar Rgya mtsho) (Taglung Chöchung) | Dalong Awang Langjie 达龙•阿旺朗杰 sTag Lung Ngag dbang rnam rgyal Taglung Ngawang Namgyel (1571–1626)                                                                                 | Talin Qiangba Ciren 塔林•强巴次仁                                                                          | 1. Aufl. Dez. 1992                                                                                       | Geschichte der Taglung-Kagyü (stag lung bka' brgyud)-Schule und die Hagiographien der Taglungpa-Lamas von Tibet (ein Werk der Chöchung/Chöjung (chos 'byung)-Gattung) |
| 23–25 | Saban Gunga Jianzan quanji 萨班•衮噶坚赞全集 (3 Bde.) ས་པན་ཀུན་དགའ་རྒྱལ་མཚན་གྱི་གསུང་འབུམ་ sa pan kun dga' rgyal mtshan gyi gsung 'bum, legs bam dang po | Saban Gunga Jianzan 萨班•衮噶坚赞 Sapan Künga Gyeltshen (Sa pan kun dga' rgyal mtshan) (1182–1251)                                                                                     | Puqiong Wangdui 普琼旺堆                                                                                   | 1. Aufl. Dez. 1992                                                                                       | Gesammelte Werke von Sakya Pandita Künga Gyeltshen (1182–1251) |
| 26    | Luorong shiji 洛绒史籍 ལྷོ་རོང་ཆོས་འབྱུང་ lho rong chos 'byung / Dam pa’i chos kyi byung ba’i legs bshad lho rong chos ’byung ngam rta tshag chos ’byung zhes rtsom pa’i yu ming du chags pa’i ngo mtshar zhing dkod pa’i dpe khyad par can (Lho-rong chos-'byung) (Lhorong Chöchung) | Dacha Ciwangjie 达察•次旺杰 Tatshag Tshewanggyel (rta tshag tshe dbang rgyal (verfasst 1446)                                                                                           | Linwen Baima Gesang 林温•白玛格桑，Machong Mingjiu Duoji 马冲•明久多吉Ma-grong mi-’gyur rdo-rje            | 1. Aufl. Sept. 1994                                                                                      | Religionsgeschichte von Lhorong, ein älteres Werk der tibetischen politischen und religiösen Geschichtsschreibung aus der Perspektive eines Angehörigen der Taglung-Kagyü-Schule des tibetischen Buddhismus                                                                                         |
| 27    | Xizang guji zhi xuanbian 西藏古迹志选编 བོད་ཀྱི་གནས་ཡིག་བདམས་བསྒྲིགས་ bod kyi gnas yig bdams bsgrigs | A Chen 阿陈，Danzeng Sangbu 旦增桑布 u. a. | Ciren Banjue 次仁班觉tshe ring dpal 'byor                                                                  | 1. Aufl. 10. Okt.1995                                                                                    | Sammlung von ausgewählten Führern zu alten tibetischen Stätten |
| 28    | Xiangba Gaju xianxian zhuan 乡巴嘎举先贤传 / 乡巴噶举先贤传 ཤངས་པ་བཀའ་བརྒྱུད་བླ་རབས་ཀྱི་རྣམ་ཐར་ shangs pa bka' brgyud bla rabs kyi rnam thar | Nanka Sangzhu Jiancan 南卡•桑珠坚参 u. a. | Suolang Cidan 索朗次旦                                                                                     | 1. Aufl. Okt. 1996                                                                                       | Sammlung von Biographien von Shangpa-Kagyü-Meistern |
| 29    | Benjiao wenfa dianji 本教文法典籍 བོན་གྱི་ཐ་སྙད་རིག་གནས་བསྟན་བཅོས་ཕྱོགས་སྒྲིག་ bon gyi tha snyad rig gnas bstan bcos phyogs sgrig | Guisang Jiecan 贵桑杰参 bskal bzang rgyal mtshan / Kelsang Gyeltsen u. a. | Xiongnu Luosang 雄努洛桑                                                                                   | 1. Aufl. Nov. 1996                                                                                       | Thesen zur tibetischen Grammatik (Bön-Religion) – acht Werke über rituelle Gegenstände und Kunst des Nyingma- und Sarma-Ordens |
| 30    | Mizong fushi yu faqi 密宗服饰与法器 གསང་རྙིང་རྒྱན་དང་རོལ་མོའི་བསྟན་བཅོས་ gsang rnying rgyan dang rol mo'i bstan bcos | Zhaxi Jiacuo 扎西加措 bKra shis rgya mtsho Trashi Gyatsho u. a. | Puqiong Wangdui 普琼旺堆                                                                                   | 1. Aufl. Dez. 1996                                                                                       | Abhandlungen über Schmuck und (Musik)Instrumente des esoterischen oder tantrischen Buddhismus (Vajrayana) |
| 31    | Niedun chuancheng 聂顿传承 གཉགས་སྟོན་པའི་གདུང་རབས་དང་གདན་རབས་ gnyags ston pa'i gdung rabs dang gdan rabs / dpal ldan gle lung chos sde chen po'i gnyags ston pa'i gdung rabs dang bcas pa'i rnam thar skal bzang mdzes pa'i rgyan phreng | Quni Yixi 曲尼益西 chos nyid ye shes (geb. 18. Jhd.) Chönyi Yeshe u. a. | Danzhen Ciwang 旦真次旺                                                                                    | 1. Aufl. Juni 1997                                                                                       | Geschichte eines alten Geschlechts lokaler Herrscher und religiöser Führer des Nyag-Stammes von Lelung Chöde (library.bdrc.io) |
| 32    | Wujianba zhuan 邬坚巴传 གྲུབ་ཆེན་ཨོ་རྒྱན་པའི་རྣམ་ཐར་ grub chen o rgyan pa'i rnam thar (Biographie von Orgyenpa) | Suolang Weise 索朗韦色 bsod nams 'od zer | Danzhen Ciwang 旦真次旺                                                                                    | 1. Aufl. Okt. 1997                                                                                       | Biographie von Drubchen Orgyenpa |
| 33    | Situ guji zhi 司徒古迹志 ཀཿཐོག་སི་ཏུའི་དབུས་གཙང་གནས་ཡིག kaH thog si tu'i dbus gtsang gnas yig | Situ Queji Jiacuo 司徒•确吉加措 Si tu Chos kyi rgya mtsho (1880—1923/25) Situ Chökyi Gyatsho                                                                                           | Suolang Cidan 索朗次旦                                                                                     | 1. Aufl. Sept. 1999                                                                                      | Reiseführer zu Pilgerorten und buddhistischen Schreinen in Zentraltibet (Kathog Situ Chökyi Gyatso) |
| 34    | Sangye si zhi 桑耶寺志 བསམ་ཡས་དཀར་ཆག་དད་པའི་སྒོ་འབྱེད་ bSam yas dkar chag dad pa'i sgo 'byed: Rab 'byams dag pa'i zhing gi yon tan kun tshang dpal lugs gsum mi 'gyur lhun gyis grub pa'i gtsug lag kgang rten dang brten par bcas pa legs gso'i sri zhu ji ltar bsgrubs pa'i tshul gyi khyad par brjod pa'i dkar chag skal bzang dad pa'i sgo 'byed ngo mtshar rgya mtsho'i lde'u mig | Xizha gong Wangqiu Jiebo 协扎公•旺丘杰波bShad sgra dBang phyug rgyal po (1795–1864) Shatra Wangchug Gyelpo                                                                             | Danzhen Ciwang 旦真次旺                                                                                    | 1. Aufl. Okt. 2000                                                                                       | über die Geschichte des Samye-Klosters, ein Katalog der Restaurierungsarbeiten aus dem 19. Jahrhundert im Samye-Klosterkomplex in Zentraltibet |
| 35    | Xie'ang shiji 协昂史籍 རྣམ་གནོན་ཞལ་སྔ་བཀའ་བརྒྱུད་ཀྱི་ཐུན་མོང་མ་ཡིན་པའི་ཆོས་འབྱུང་ rnam gnon zhal snga bka' brgyud kyi thun mong ma yin pa'i chos 'byung | Shijia Lawang 释迦拉旺 Shakya Lhawang (Shākya lha dbang) (1586—1655) | Suolang Cidan 索朗次旦                                                                                     | 1. Aufl. Nov. 2001                                                                                       | historische Berichte zur zhal-snga bka'-brgyud-Schule |
| 36    | Xin-jiu Gadang shiji 新旧噶当史籍 བཀའ་གདམས་གསར་རྙིང་གི་ཆོས་འབྱུང་ཡིད་ཀྱི་མཛེས་རྒྱན་ bka' gdams gsar rnying gi chos 'byung yid kyi mdzes rgyan | Banqin Suolang Zhaba 班钦•索朗扎巴 pan chen bsod nams grags pa (1478—1554) Penchen Sönam Dragpa                                                                                        | Suolang Cidan 索朗次旦                                                                                     | 1. Aufl. Dez. 2001                                                                                       | Ursprung und Verbreitung des Dharma der alten und neuen Kadam – eine Darstellung der Biographien der wichtigsten Lehrer der Kadam- und der Gelug-Schule |
| 37    | Zangwen wenfa huibian 藏文文法汇编 དཀྱིལ་གྲྭ་དཀའ་ཆེན་པདམའི་བརྡ་དག་ཕྱོགས་བསྒྲིགས་ dkyil grwa dka' chen padma'i brda dag phyogs bsgrigs | Gaqin Baima 嘎钦白玛 dKa' chen Padma mchog dpal bzang po (1914—1963) Kachen Padma | Danzhen Ciwang 旦真次旺                                                                                    | 1. Aufl. Dez. 2001                                                                                       | Ausgewählte Werke des Autors zur tibetischen Grammatik und Phonologie |
| 38    | Xiarba Shiji 夏尔巴•史籍 ཤར་པའི་ཆོས་འབྱུང་དང་མེས་རབས་བཞུགས་སོ་ shar pa'i chos 'byung dang mes rabs bzhugs so | Xiarba Sangjie Danzeng 夏尔巴•桑杰旦增 Bal yul Ser dgon Bla ma Shar pa Sangs rgyas bstan 'dzin (Sherpa scholar Sangye Tenzin (shar pa sangs rgyas bstan 'dzin, 1924-90))               | Suolang Cidan 索朗次旦                                                                                     | 1. Aufl. Sept. 2003                                                                                      | Autobiographie von Sanggye Tenzin (1923–1990) und Biographien nepalesischer Lamas |
| 39–40 | Luozha Langka Jiangzan quanji 洛扎•朗卡绛赞全集 ལྷོ་བྲག་ཎམ་མཁའ་རྒྱལ་མཚན་གྱི་གསུང་འབུམ་ lho brag nam mkha' rgyal mtshan gyi gsung 'bum（2 Bde.） | Luozha Langka Jiangzan 洛扎•朗卡绛赞 Lhodrag Namkha Gyeltshen (Lho brag nam mkha' rgyal mtshan) (1326—1401)                                                                            | Danzhen Ciwang 旦真次旺                                                                                    | 1. Aufl. Dez. 2004                                                                                       | Gesammelte Werke von Lhodrag Drubchen Namkha Gyaltshen (1321–1401), einem frühen Kadam- und Nyingma-Meister, ein Guru und Schüler von Tsongkhapa |
| 41    | Jiaopai zonglun 教派综论 གྲུབ་མཐའ་རྣམ་གཞག་གསལ་བར་བཤད་པ་ཐུབ་བསྟན་རིན་པོ་ཆེ་གསལ་བའི་སྒྲོན་མེ་ grub mtha' rnam gzhag gsal bar bshad pa thub bstan rin po che gsal ba'i sgron me | Luosang Luobu 落桑罗布 (rJe btsun Blo bzang nor bu) Lobsang Norbu | Longkang Pingcuo Duoji 龙康•平措多吉                                                                       | 1. Aufl. Juni 2006                                                                                       | Exegese zu vergleichenden philosophischen Positionen (siddhānta) der Vaibhāsịka-, Sautrāntika-, Yogācāra- und Mādhyamika-Schulen des Buddhismus* |
| 42–43 | Puti daoci qinghua yaoyi 菩提道次精华要义 བྱང་ཆུབ་ལམ་གྱི་རིམ་པ་ཆེན་མོའི་དོན་རྒྱ་ཆེར་བཤད་པ་མན་ངག་རིན་ཆེན་བང་མཛོད་ཅེས་བྱ་བ་ལས་སྐྱེས་བུ་ཆུང་ངུའི་རྣམ་པར་བཤད་པ་བཞུགས་སོ་ byang chub lam gyi rim pa chen mo'i don rgya cher bshad pa man ngag rin chen bang mdzod ces bya ba las skyes bu chung ngu'i rnam par bshad pa bzhugs so（2 Bde.） | Luosang Luobu 落桑罗布 (rje btsun blo bzang nor bu) | Longkang Pingcuo Duoji 龙康•平措多吉                                                                       | 1. Aufl. Nov. 2006 & Febr. 2008                                                                          | über die Große Darlegung des Stufenweges auf dem Pfad zur Erleuchtung (lam rim chen mo) von Tsongkhapa |
| 44    | Puti daoci qinghua yaoyi (Zhongshidao) 菩提道次精华要义（中世道）བྱང་ཆུབ་ལམ་གྱི་རིམ་པ་ཆེན་མོའི་དོན་རྒྱ་ཆེར་བཤད་པ་མན་ངག་རིན་ཆེན་བང་མཛོད་ཅེས་བྱ་བ་ལས་སྐྱེས་བུ་འབྲིང་གི་རྣམ་པར་བཤད་པ་བཞུགས་སོ byang chub lam gyi rim pa chen mo'i don rgya cher bshad pa man ngag rin chen bang mdzod ces bya ba las skyes bu 'bring gi rnam par bshad pa bzhugs so | Luosang Luobu 落桑罗布 rJe btsun Blo bzang nor bu | Longkang Pingcuo Duoji 龙康•平措多吉                                                                       | 1. Aufl. Juni 2008                                                                                       | |
| 45    | Puti daoci qinghua yaoyi (Shangshidao, shang xia ce) 菩提道次精华要义（上世道上下册）བྱང་ཆུབ་ལམ་གྱི་རིམ་པ་ཆེན་མོའི་དོན་རྒྱ་ཆེར་བཤད་པ་མན་ངག་རིན་ཆེན་བང་མཛོད་ཅེས་བྱ་བ་ལས་སྐྱེས་བུ་ཆེན་པོའི་རྣམ་པར་བཤད་པ་བཞུགས་སོ་ byang chub lam gyi rim pa chen mo'i don rgya cher bshad pa man ngag rin chen bang mdzod ces bya ba las skyes bu chen po'i rnam par bshad pa bzhugs so | Luosang Luobu 落桑罗布 rJe btsun Blo bzang nor bu | Longkang Pingcuo Duoji 龙康•平措多吉                                                                       | 1. Aufl. Nov. 2009                                                                                       | |
| 46–48 | Enjiu Yangjin Zhubai Duoji quanji 恩久•央金珠白多吉全集 དངུལ་ཆུ་དབྱངས་ཅན་གྲུབ་པའི་རྡོ་རྗེའི་གསུང་འབུམ་ dNgul chu dbyangs can grub pa'i rdo rje'i gsung 'bum | Enjiu Yangjin Zhubai Duoji 恩久•央金珠白多吉 dNgul chu dByangs can Grub pa'i rdo rje Ngulchu Yangchen Drubpai Dorje (1809—1887)                                                        | Suolang Cidan 索朗次旦                                                                                     | 1. Aufl. Dez. 2007, 3 Bände                                                                              | Gesammelte Werke von Ngulchu Yangchen Drubpai Dorje (1809–1887), einem Gelug-Lehrer aus der Ngulchu-Tradition Westtibets |
| 49–54 | Ouqu Damo Bazhu quanji 欧曲·达磨巴札全集 དངུལ་ཆུ་དྷར་མ་བྷ་དྲའི་གསུང་འབུམ་ dNgul chu dharma bha dra'i gsung 'bum (6 Bde.) | dNgul chu Dharma bha dra (1772—1851) Ngulchu Dharmabhadra | | 2010 | Gesammelte Werke von Ngulchu Dharmabhadra bzw. Dngul Chu Dharma Bhadra (1772-1851) |
| 55    | Benjiao shiliao huibian 苯教史料汇编 བོན་གྱི་ལོ་རྒྱུས་ཡིག་ཆ་ཕྱོགས་སྒྲིག་ bon gyi lo rgyus yig cha phyogs sgrig: 1. gYung drung lha'i bon mdo 'dus pa'i rin po che'i rgyud, 2. gYung drung bon gyi sgra bsgrags rin po che'i gling grags, 3. Sri dpa rgyud kyi kha byang rnam thar chen mo, 4. sGra yi don sdeb snang gsal sgron me, 5. gYung drung bon gyi bka' 'gyur chen mo'i dkar chag, 6. bsTan 'gyur gyi sde tshan sgrig tshul bstan pa, 7. gYung drung bon gyi bstan rtsis rnal ma'i re'u mig, 8. Zhang zhung rgyal rabs las bya ru thob pa'i rgyal po bco brgyad kyi re'u mig. | | | 2010 | Sammlung historischer Materialien zur Bön-Religion |
| 56    | Baxie 巴协 དབའ་བཞེད་ dBa' bzhed Testament von Ba | | | 2010 | Geschichte und Entwicklung des Buddhismus in Tibet während des 8. Jahrhunderts. |
| 57    | དངུལ་ཆུ་ངག་དབང་རྡོ་རྗེའི་གསུང་འབུམ་དང་དངུལ་ཆུ་ཡོངས་འཛིན་བློ་བཟང་ཆོས་འཕེལ་གྱི་རྣམ་ཐར་ dngul chu ngag dbang rdo rje'i gsung 'bum dang dngul chu yongs 'dzin blo bzang chos 'phel gyi rnam thar | | | 2010 | Gesammelte Werke des Gelug-Meisters Ngulchu Ngawang Dorje (1720–1803) und Biographie von Ngulchu Lobsang Chöphel. |
| 58    | Houzang Naining jiaoshi 后藏乃宁教史 གནས་རྙིང་གྱེན་ཐོ gnas rnying gyen tho (bDe legs Ga pa dbon po nam mkha') | Langka 朗卡 | | 2011 | eine Geschichte des Nenying-Klosters |
| 59    | Shijie zonglun Shijie guanglun 世界总论·世界广论 འཛམ་གླིང་སྤྱི་བཤད་དང་རྒྱས་བཤད 'dzam gling spyi bshad dang rgyas bshad | Songba Yixi Banjue 松巴·益西班觉, Minzhur Jiangbai Queji Danzeng Chilie 敏珠尔·绛白却吉丹增赤列                                                                                        | | 2012 | Ausführliche Erklärung zur Geographie der Welt von Sumpa Khenpo Yeshe Peljor (1704–1788) und Jampel Chökyi Tendzin Thrinle (1789–1839) |
| 60    | Zangbahan zhuan 藏巴汗传 (Biographie von Tsangpa Khan) | Sangjie Duojie 桑杰多吉 Sanggye Dorje (sangs rgyas rdo rje) | | 2012 | Das Leben des Herrschers von Tsang, Desi Karma Tenkyong Wangpo und zwei tibetische Gesetzbücher |
| 61    | Xiega shiji Ruoji Bende shangshi zongpai lun 协嘎史籍·若吉本德上师宗派论 ཤེལ་དཀར་ཆོས་འབྱུང་དང་བླ་མ་རོག་རི་བན་དེ་ཤེས་རབ་འོད་ཀྱིས་མཛད་པའི་གྲུབ་མཐའི་ཆོས་འབྱུང shel dkar chos 'byung dang bla ma rog ri ban de shes rab 'od kyis mdzad pa'i grub mtha'i chos 'byung (Shelkar Chöchung) | Awang Gedian Jiacuo 阿旺格典加措 Ngawang Kelden Gyatsho (ngag dbang skal ldan rgya mtsho)                                                                                              | | 2012 | Shelkar Chöchung – Geschichte des Klosters Shelkar Chöde; umfasst Religion und Politik des Ortes Shelkar im Südlichen Latö, Tibet. |
| 62    | Zangchuan Fojiao ge jiaopai zongshu 藏传佛教各教派综述 སྔ་འགྱུར་རྡོ་རྗེ་ཐེག་པ་གཙོ་བོར་གྱུར་པའི་སྒྲུབ་བརྒྱུད་ཤིང་རྟ་བརྒྱད་ཀྱི་བྱུང་བ་བརྗོད་པ snga 'gyur rdo rje theg pa gtso bor gyur pa'i sgrub brgyud shing rta brgyad kyi byung ba brjod pa | Xieqing Jiacha 协庆加查 Shechen Gyeltshab Pema Namgyel (zhe chen rgyal tshab pad ma rnam rgyal; 1871–1926)                                                                             | | 2012 | Überblick über die verschiedenen Schulen des tibetischen Buddhismus |
| 63    | 三律仪论说自注 sDom pa gsum gyi rab tu dbye ba’i bstan bcos bzhugs and sDom gsum rang mchan ’khrul med. | sa skya paṇḍita kun dga’ rgyal mtshan 萨迦班智达贡嘎坚参 Sakya Pandita Künga Gyeltshen (1182–1251)                                                                                     | | 2012. ISBN 978-7-80589-236-8.                                                                            | Eigenkommentar zur Unterscheidung der Drei Gelübde (sDom pa gsum gyi rab tu dbye ba) |
| 64–65 | Karmapa Chos grags rgya mtsho (1454–1506). Tshad ma legs par bshad pa thams cad kyi chu bo yongs su ’du ba rigs pa’i gzhung lugs kyi rgya mtsho. | | | 2 Bände. 2012. ISBN 978-7-80589-236-8                                                                    | eine Abhandlung über die Prinzipien der buddhistischen Logik |
| 66–67 | Kun mkhyen ’Jam dbyangs bzhad pa Ngag dbang brtson ’grus. ’Jigs byed chos ’byung: dPal rdo rje ’jigs byed kyi chos ’byung khams gsum las rnam par rgyal ba dngos grub kyi gter mdzod. | | | 2 Bände, 2013. ISBN 978-7-80589-277-1                                                                    | |
| 68    | rJe gTsong kha pa Blo bzang grags pa. bsTan bcos chen po dbu ma la ’jug pa’i rnam bshad dgongs pa rab gsal. | | | 2013. ISBN 978-7-80589-393-8                                                                             | |
| 69    | rJe btsun blo bzang nor bu’i tshad ma’i gsung rtsom phyogs sgrig. | | | 2013. ISBN 978-7-80589-392-1                                                                             | |
| 70    | Kharnag Lotsawa Peljor Sangpo (mKhar nag Lo tsa ba dPal 'byor bzang po). mKhar nag chos 'byung. | | | 2013. ISBN 978-7-80589-394-5                                                                             | |
| 71    | Shalu Riphug Trülku Losel Tenkyong (Zha lu Ri phug sPrul sku Blo gsal bstan skyong). dPal zha lu'i mkhan brgyud rnam thar. | | | 2014. ISBN 978-7-80589-547-5                                                                             | |
| 72    | Chag Lotsawa Rinchen Chögyel (Chag Lo tsa ba Rin chen chos rgyal). dPal dus kyi 'khor lo'i brgyud pa rin chen rtogs brjod dpag bsam snye ma. dKar chag: (1) dPal 'dus kyi 'khor lo'i brgyud pa rin po che'i rtogs pa brjod pa dpag bsam gyi snye ma, (2) dPal dus kyi 'khor lo'i spyi bshad mkhas pa'i mgul rgyan. | | | 2014. ISBN 978-7-80589-572-7                                                                             | Geschichte der Kalachakra-Übertragung von Chag Lotsawa Rinchen Chögyel (1447–?) |
| 73    | Bod kyi gdung rabs dang rnam thar thung ngu khag drug. 2014. dKar chag: (1) Chag lo tsa ba'i rnam par thar pa 'ju ba chos dar gyis mdzad pa ngo mtshar can yod, (2) Chos grwa chen mo dpal zha lu gser khang gi bdag po jo bo lce'i gdung rabs, (3) dPal ldang.yas ru byang pa'i gdung rabs, (4) Byang pa lho bdag pa'i gdung rabs, (5) rNgog rabs gsal ba'i me long, (6) rJe btsun rga lo tstsha'i gdung rabs dang rnam par thar pa'i gsol 'debs 'grel pa dang bcas pa bzhugs.                                                                                          | | | ISBN 978-7-80589-559-8                                                                                   | sechs verschiedene Geschichten des alten Tibet und einige Biografien – Biografie von Dharmasvamin (Chag Lo-tsa-ba Chos-rje-dpal; 1197–1264), einem bedeutenden buddhistischen Laienübersetzer, mit Biografien von Kanonübersetzern der frühen Periode; enthält wichtige genealogische Geschichten * |
| 74–75 | Zhwa dmar mKha' spyod dbang po. Kam tshang bka' brgyud gser phreng. | | | 2 Bände. 2015. ISBN 978-7-80589-599-4                                                                    | Goldener Rosenkranz des Kamtshang-Kagyü. Anthologie der aufeinanderfolgenden Lebensgeschichten von Meistern der Kamtshang-Kagyü-Schule |
| 76    | A mes zhabs Ngag dbang kun dga' bsod nams. dPal gsang ba 'dus pa'i dam pa'i chos byung ba'i tshul legs par bshad pa gsang 'dus chos kun gsal ba'i nyin byed. | | | 2017 | |
| 77    | Natang si fasi 那唐寺法嗣 sNar thang gi gdan rabs gser phreng | Chim Namkha Dragpa (1210–1285) | | 2017 | Dharma-Erben des Narthang-Klosters (eine Geschichte der Äbtefolge) |
| 78    | Bodong banchan Jimei Zhaba zhuan 珀东班禅吉美札巴传 Bo dong paN chen 'jigs med grags pa'i rnam thar ngo mtshar gyi phreng ba | Biographie des Bodong Penchen Jigme Dragpa von Amoghasiddhi 'Jigs med 'bangs | | 2017 | Biographie von Bodong Penchen Jigme Dragpa (1376–1451) |
| 79    | bShad mdzod yid bzhin nor bu | | | 2017 | Kompendium der tibetischen scholastischen Gelehrsamkeit, geschrieben von dem Gelehrten Dodam Mewai Sengge (15. Jhd.) |
| 80    | Khu byug sngon mo'i sgra dbyangs: Bon lugs kyi gna' bo'i gtam rgyud dang cho ga'i skor gyi dpe rnying phyogs bsgrigs | | | 2017 | Eine mündliche Geschichte des Bön und des Bön-Rituals |
| 81    | Qingliang Shan zhi 清凉山志 lCang skya Rol ba'i rdo rje: Ri bo dwangs bsil lam rgya nag ri bo rtse lnga'i gnas yig | | | Bod ljongs bod yig dpe rnying dpe skrun khang, 2017. ISBN 978-7-5700-0010-4                              | Reiseführer zum buddhistischen heiligen Ort des Wutai-Gebirges in China von Cangkya Rölpe Dorje |
| 82    | Glo bo mKhan chen bSod nams lhun grub: mKhas pa rnams 'jug pa'i sgo yi rnam par bshad pa rig gnas gsal byed 'phrul gyi me long | | | Bod ljongs bod yig dpe rnying dpe skrun khang, 2018                                                      | Kommentar zum klassischen scholastischen Wissen von Lowo Khenchen Sönam Lhündrub (1456–1532) |
| 83    | Mi pham 'Jam dbyangs rNam rgyal rgya mtsho: sNyan dngags me long gi 'grel pa dbyans can dgyes pa'i rol mtsho | | | Bod ljongs bod yig dpe rnying dpe skrun khang, 2018                                                      | Kommentar zum Kavyadharsha von Ju Mipham Jamyang Namgyel Gyatsho |
| 84    | mKhas 'jug gi rtsa ba dang de'i 'grel pa bdams bkod | | | Bod ljongs bod yig dpe rnying dpe skrun khang, 2019                                                      | |